# Ivanci (Słowenia)
Ivanci (węg. Zalaivánd) – wieś w Słowenii, gmina Moravske Toplice. 1 stycznia 2017 liczyła 234 mieszkańców.